# Maurice Nadeau

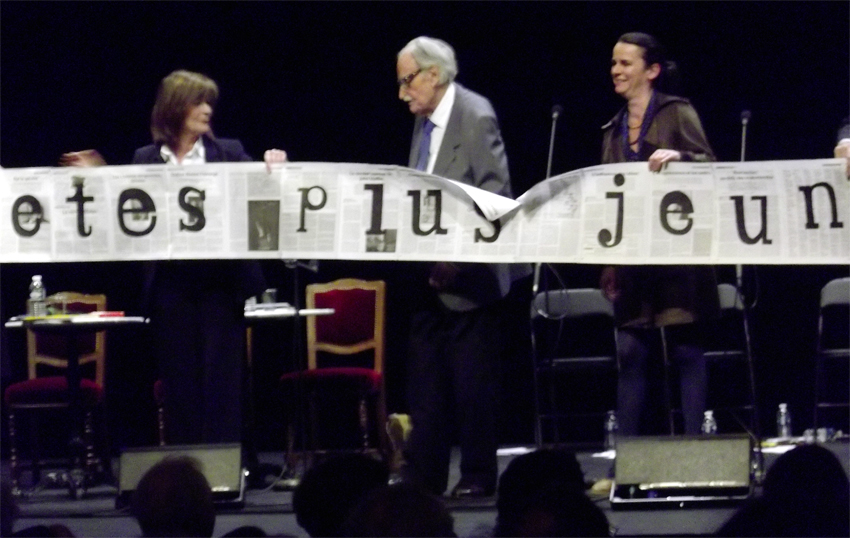
Tochter Claire Nadeau, Maurice Nadeau und Tiphaine Samoyault am 26. April 2011 im Odéon bei den Aufnahmen anlässlich seines 100. Geburtstags am 21. Mai des Jahres für France Culture

Maurice Nadeau (* 21. Mai 1911 in Paris; † 16. Juni 2013 ebenda) war ein französischer Schriftsteller, Literaturkritiker, Herausgeber und Verleger.
Er begründete 1953 Les Lettres nouvelles und war seit dem Jahr 1966 Herausgeber des bekannten französischen Literaturmagazins La Quinzaine littéraire. Ein Standardwerk über den Surrealismus ist sein in mehrere Sprachen übersetztes Buch Histoire du surréalisme, das 1945 erstmals im Verlag Éditions du Seuil in Paris veröffentlicht wurde. 1984 gründete er den Verlag Éditions Maurice Nadeau.

## Leben
Maurice Nadeau war Kriegswaise; er besuchte die Schule in Saint-Cloud, wo er mit der Politik in Berührung kam. Im Jahr 1930 wurde er Mitglied der kommunistischen französischen Partei PCF, aus der er aber bereits 1932 wieder ausgeschlossen wurde. Daraufhin schloss er sich der Ligue communiste de France an, die von Pierre Naville geleitet wurde. In diesen Jahren lernte er Louis Aragon, André Breton, Jacques Prévert und Benjamin Péret kennen.
Als Professor unterrichtete Nadeau von 1936 bis 1945 und arbeitete zusammen mit Breton am Magazin Clé. Während der Besetzung Frankreichs durch die Nationalsozialisten schloss er sich der Résistance an und konnte einer Deportation entkommen. 1945 erfolgte die Veröffentlichung seines Buches über den Surrealismus, Histoire du Surréalisme, das auch in der Gegenwart noch ein Referenzwerk ist.
Während der Zeit der Libération ab 1944 wurde Nadeau für sieben Jahre Mitarbeiter des Journals der Résistance, Combat, das von Albert Camus geleitet wurde. Er war für die literarische Sparte verantwortlich und lernte Autoren kennen wie Georges Bataille, René Char, Henri Michaux, Claude Simon und Henry Miller; ferner begann er an der Herausgabe des Œuvres von Marquis de Sade zu arbeiten und setzte sich für den in der Kritik stehenden Schriftsteller Louis-Ferdinand Céline ein.
Es folgte eine lange Periode der Mitarbeit in Verlagen und Zeitschriften. Beispielsweise war Nadeau Literaturkritiker bei Mercure de France, France-Observateur, L’Express, arbeitete bei dem Verlag Éditions Julliard, wo er von 1953 bis 1976 die Literaturzeitschrift Les Lettres nouvelles herausgab. Mit Jean-Paul Sartre unterzeichnete und verteilte er 1960 während des Algerienkriegs das Manifest der 121. Von 1965 bis 1977 arbeitete er beim Verlag Robert Denoël, später bei Robert Laffont.
Am 15. März 1966 publizierte Nadeau zusammen mit François Erval die erste Nummer des bis heute zweimal monatlich erscheinenden literarischen Magazins La Quinzaine littéraire dessen 1000. Ausgabe 2009 erschien. Der Titel Les Lettres Nouvelles wurde ab 1977 zum Namen seines Verlags, der 1984 in Éditions Maurice Nadeau umbenannt wurde.
Maurice Nadeau starb im Alter von 102 Jahren in Paris.

## Auszeichnungen
- 1982: Prix Mac Orlan
- 1988: Grand Prix national des lettres
- Kommandeur des Ordre des Arts et des Lettres

## Schriften (Auswahl)
- Histoire du surréalisme, Le Seuil, 1945 & Points, Seuil 1970
  - Geschichte des Surrealismus, Übers. Karl Heinz Laier. Rowohlt, Reinbek, 6. Auflage 2002, ISBN 978-3-499-55437-7
- Hg. von Marquis de Sade: Œuvres, précédé de Exploration de Sade, La Jeune Parque, 1947. (Auswahl und einleitender Essay von Nadeau)
- Documents surréalistes, Le Seuil, 1948. (Auch als Anhang in Histoire du Surréalisme der Ausgabe von 1969)
- Littérature présente, Corréa, 1953
- Michel Leiris et la quadrature du Cercle. Essaie. Julliard, 1963 & Maurice Nadeau, 2002
- Zum Verständnis des Werkes. Nachwort zu Charles Baudelaire, Die künstlichen Paradiese. Rowohlt Verlag, o. O. [Hamburg] 1964, S. 121–139[6]
- Hg. von Gustave Flaubert: Œuvres complètes und Correspondance, 18 Bände, Rencontre, Lausanne 1965–1983
- Mit Robert Kanters: Anthologie de la poésie française, 12 Bände, Rencontre, Lausanne 1966/1967
- Le Roman français depuis la guerre, Essay, Gallimard, 1969; Le Passeur 1992
- Gustave Flaubert, écrivain, Denoël, 1969; Maurice Nadeau, 1980
- Album Gide, Bibliothèque de la Pléiade bei Gallimard, 1985
- Grâces leur soient rendues, Albin Michel, 1990
- Une vie en littérature. Conversations avec Jacques Sojcher, Complexe, 2002
- Sade, l’insurrection permanente, Maurice Nadeau, 2002
- Serviteur! souvenirs littéraires, Albin Michel, 2002
- Journal en public, Maurice Nadeau / La Quinzaine littéraire, 2006
- Ferdinando Scianna, Actes Sud, Avignon 2008

## Film
- Maurice Nadeau (32'). L’épisode 17/20 de la collection Passages, ensemble réalisé par Michel Burnier (Université de Bretagne, Brest), CNRS, 2005: online.